# Cáncer de tráquea
El cáncer de tráquea, o neoplasia traqueal primaria, es una patología poco común, pero que usualmente es maligna en adultos y benigna en niños. Se presenta con síntomas que se mimetizan con otras condiciones, lo que lleva a diagnósticos tardíos, siendo descubierto en estados avanzados y afectando al pronóstico del paciente.

## Factores de Riesgo
Mientras no se han identificado factores de riesgo propios del carcinoma quístico adenoide de tráquea, existen diversos factores asociados al incremento de la incidencia del carcinoma traqueal de células escamosas, entre ellos:
- Tabaquismo
- Exposición a distintos carcinógenos como los hidrocarburos inhalados.
- Antecedentes de cáncer pulmonar primario

## Epidemiología
Se diagnostican alrededor de 2.6 casos nuevos por cada millón de personas al año. Representa entre un 0,1-04% del total de los cánceres diagnosticados al año. El carcinoma escamoso afecta, sobre todo, a varones de la sexta a la séptima década, mientras el cáncer quístico adenoide se distribuye equitativamente entre ambos sexos y aparece, normalmente, entre la cuarta y quinta década.

## Histopatología
El cáncer de tráquea puede provenir de células epiteliales, estructuras mesenquimales o glándulas salivales. Es maligno en el 90% de los casos en adultos y solo maligniza en un 20-30% de casos en infantes.
El carcinoma de células escamosas es el tipo más común en tráquea, seguido del carcinoma quístico adenoide. Otros tipos son el mucoepidermoide, el carcinoma de células pequeñas y el carcinoma neuroendocrino, entre otros.
El carcinoma escamoso suele haber metastatizado a pulmón y mediastino hasta en un tercio de los casos, al momento del diagnóstico, y estas lesiones se presentan como exofíticas o ulcerativas. En contraste, el carcinoma adenoide quístico toma varios años en crecer, normalmente.

## Manifestaciones Clínicas
El cáncer traqueal primario puede presentarse con signos y síntomas de obstrucción de la vía aérea, tos y hemoptisis (de la irritación mucosa) o síntomas relacionados con la invasión de estructuras adyacentes y que llevan a la disfagia o la ronquera debido a una parálisis nerviosa recurrente. El cáncer de células escamosas se presenta usualmente con hemoptisis y se diagnostica en cuatro a seis meses desde el establecimiento de los síntomas, mientras que el carcinoma quístico adenoide crece lentamente y presenta disnea y sibilancias.
El diagnóstico erróneo o retrasado se produce por muchos factores. Primero, los síntomas inespecíficos son confundibles con muchas otras enfermedades. Segundo, el lumen de la tráquea es usualmente largo y con un importante reservorio, por ello se requiere que el tumor afecte el 50-75% del diámetro antes de mostrar síntomas. Tercero, los carcinomas quísticos adenoides, y otros tumores benignos, crecen tan lentamente que tardan mucho en aparecer los síntomas.
Un factor de riego que establece una sospecha de cáncer de tráquea es que aparezcan síntomas respiratorios que no responden a tratamiento.

## Diagnóstico
La evaluación inicial empieza con una radiografía de tórax, que descarte otras patologías. La visualización de una masa traqueal o estrechamientos solo sucede en una minoría de casos. Un TAC puede facilitar la detección temprana del cáncer, su grado y el patrón de invasión. La imagenología revelaría si el cáncer es localizado o si tiene metástasis, lo que ayuda a decidir el tipo de tratamiento.
La evaluación por broncoscopía provee la oportunidad de visualizar directamente la masa y extraer una biopsia del tejido. El uso de ultrasonido endobronquial permite una mejor evaluación de la extensión de la pared invadida por el tumor, y permite una detección de tumores paratraqueales invadiendo la tráquea.

## Tratamiento
La resección quirúrgica es el tratamiento de elección, siempre que sea posible. Por lo general, seguido por terapia complementaria con radiación o quimioterapia. Mejora el pronóstico, los síntomas y la calidad de vida. La supervivencia a cinco años es del 50% para los pacientes tratados con cirugía, y de 10% en los pacientes que no son candidatos quirúrgicos.
Varios factores juegan un papel antes de decidir la intervención quirúrgica, como la edad, las comorbilidades, la movilidad del cuello, la duración de la extensión del cáncer y el grado de invasión.
La intervención quirúrgica no es la recomendada en pacientes con tumores de más del 50% de la longitud traqueal porque conlleva un aumento de la mortalidad. Otras contraindicaciones para la cirugía incluyen insuficiencia respiratoria, dependencia de corticosteroides orales, invasión del corazón o la aorta, metástasis a distancia, compromiso de múltiples grupos de ganglios linfáticos y radioterapia previa con una dosis alta superior a 50 Gy.
La terapia adyuvante con radiación se recomienda para todos los cánceres de la tráquea localmente avanzados, después de la resección quirúrgica, pero que no se usan para tumores en estadios muy tempranos. En pacientes con carcinoma de células escamosas, la radioterapia se correlaciona con una mejor supervivencia incluso en ausencia de células cancerosas en los márgenes resecados. Además, aunque el carcinoma quístico adenoide es menos radiosensible, la radiación se asocia con mejores resultados y menores tasas de recurrencia. En los candidatos no quirúrgicos, la radioterapia se considera la primera línea de tratamiento y es una opción paliativa en la enfermedad avanzada.
La quimioterapia basada en cisplatino se utiliza en combinación con la radioterapia en enfermedades no resecables o después de la cirugía.
En candidatos quirúrgicos pobres o con tumores no resecables avanzados, a veces se necesitan procedimientos de intervención como la colocación de stents, en combinación con radiación como terapia paliativa. Los stents también se utilizan en urgencias en pacientes que se presentan con obstrucción completa o significativa de las vías respiratorias como puente hacia la cirugía.

## Diagnósticos Diferenciales
- EPOC
- Asma
- Neumonía
- Bronquitis
- Cáncer de pulmón
- Infecciones atípicas

## Pronóstico
Es importante destacar que no hay una escala de estadiaje bien definida, aunque muchos galenos usan el estadiaje de TNM.
Sobre la supervivencia a cinco años, se calcula que solo sobrevive un 74% de los pacientes con carcinoma adenoide quístico, en contraste con el 12% de pacientes con cáncer traqueal de células escamosas. También, la supervivencia a cinco años es de 4%,25% y 47% en metástasis distal, enfermedad regional y cáncer localizado, respectivamente.

## Complicaciones
Complicaciones relacionadas a esta patología incluyen:
- Obstrucción de la vía aérea.
- Disfagia
- Ronquera

A nivel postquirúrgico también se presentan fallos como:
- Fallo en la sanación de la anastomosis
- Infecciones
- Recidivas
- Empeoramiento de la calidad de vida